# Chalon dans la rue
Chalon dans la rue est un festival de théâtre de rue organisé dans la ville française de Chalon-sur-Saône depuis 1987. Il a lieu tous les ans dans le centre-ville de Chalon-sur-Saône, dans le département de Saône-et-Loire en région Bourgogne-Franche-Comté. Il accueille chaque année entre 200 000 et 220 000 spectateurs, et propose entre 1 000 et 1 200 représentations en 5 jours et 150 compagnies environ sont programmées. Durant les 5 jours de festival, plus de 1 000 artistes sont présents, 1 200 professionnels inscrits.

## Historique
En 1987, la municipalité conduite par le maire Dominique Perben lance la première édition de Chalon dans la rue, festival international des arts de la rue durant un rendez-vous national de tourisme équestre "L'Equirando". Cette première édition compte 14 compagnies programmées. En 1998, le festival devient TransNational. En 2016, 156 compagnies composent Chalon dans la rue. Depuis 1987, ce sont donc 2 263 compagnies qui ont été programmées.
Pierre Layac et Jacques Quentin sont les fondateurs et premiers directeurs du festival qu’ils nomment « Chalon Dans La Rue » (1987-2003). Ils mettent en place aussi le lieu de création pour les arts de la rue L’Abattoir en 1991 auquel viendra se joindre un Cafe-Musique. Ils ont initié « Écrire pour la Rue », en relation avec la Fondation Beaumarchais et la SACD. Pedro Garcia assure la direction de janvier  2004 à mars 2017. En juin 2017, Bruno Alvergnat et Pierre Duforeau sont nommés à la direction de L'Abattoir, le Centre national des arts de la rue organisateur du festival.
Cinq ministres de la culture sont venus à Chalon dans la rue : Jacques Toubon (1993), Jean-Jacques Aillagon (2002), Renaud Donnedieu de Vabres (2004), Frédéric Mitterrand (2011 - 25e édition) et Audrey Azoulay (2016 - 30e édition) que le maire actuel, M. Gilles Platret, a refusé de recevoir.
Six responsables du OFF se sont succédé : Smooz, Fleur Lefevre, Anne Saunier, Pierre Boisson, Nadège Gauthier et Chloé Valette.

## Présentation
Le festival est organisé par L'Abattoir/Centre national des arts de la rue, installé 52 quai Saint-Cosme à Chalon-sur-Saône par Pierre et Quentin. La programmation s'articule autour d'une sélection IN (choisie par le directeur artistique du festival - Entre 16 et 20 compagnies) et une sélection OFF (choisie parmi des candidatures (1 000 reçues) par le responsable du OFF - Entre 130 et 140 compagnies sont sélectionnées). Les compagnies IN sont toutes prises en charge par l'organisation du festival, les compagnies du OFF viennent à leur propre frais et sont accompagnées sur la logistique technique,. En 2019, le festival tente une nouvelle formule : plutôt qu'un in et un off, le festival propose des sélections par type de spectacle: Partis pris de création ou espace de tentatives.
Depuis 2008, le festival s'étend sur 5 jours. Avant cette édition, il durait 4 jours. Seule l'édition de 1992 a duré six jours intégrant l'inauguration du pont de Bourgogne pour lancer le festival.
Le festival a fait l'objet de deux ouvrages : un livre a été édité en 1996 pour fêter les 10 ans du festival et un album collector a été édité en 2016 pour célébrer les 30 ans[pertinence contestée].
Le programme du festival est édité à 50 000 exemplaires. Le festival édite chaque année un catalogue des compagnies de l'édition en cours[pertinence contestée].

## Galerie photos

### Édition 2004, 15-16-17-18 juillet 2004

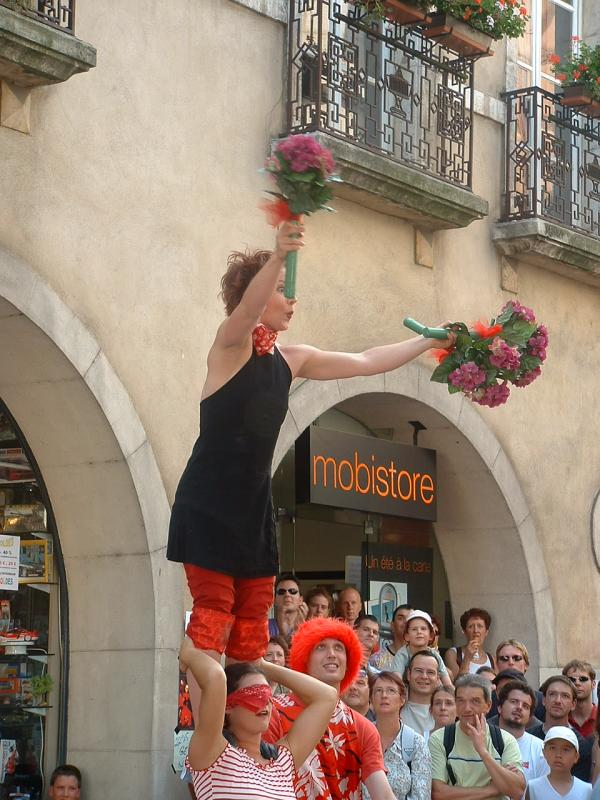
Ambiance au coin d'une rue
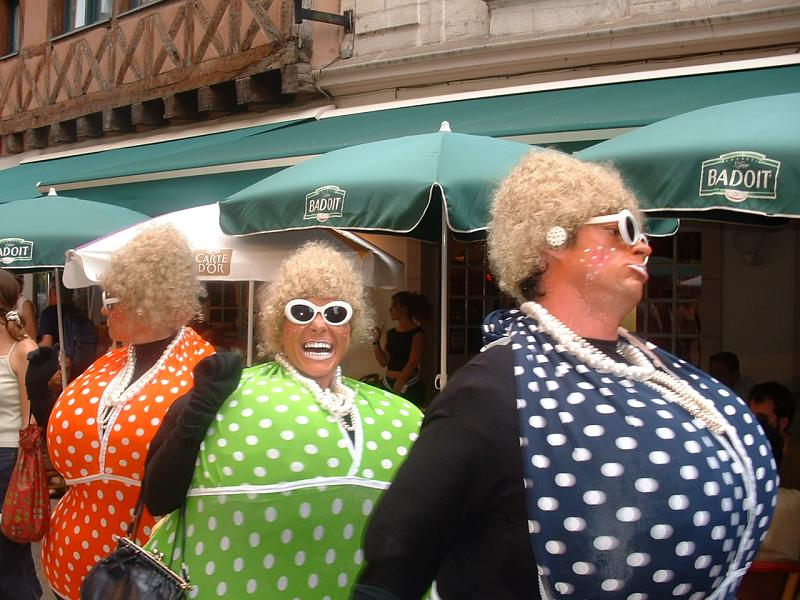
Au hasard des rues
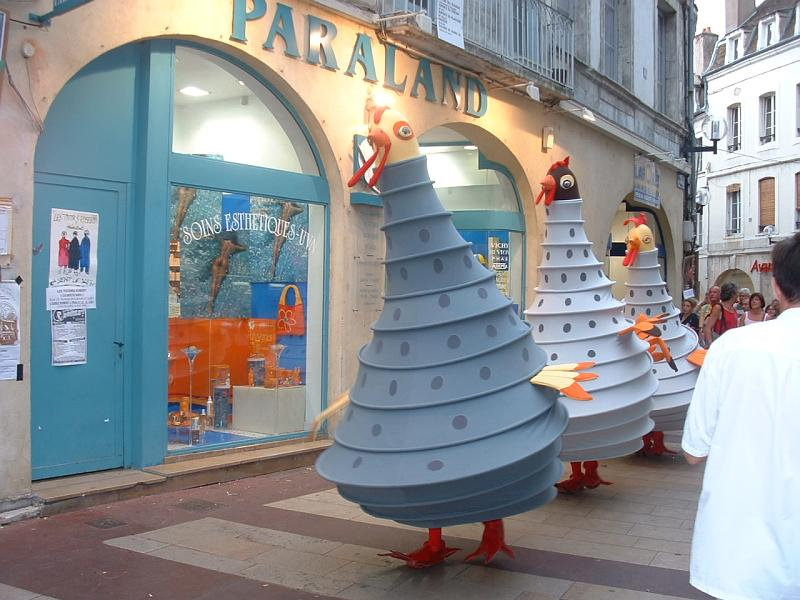
Au hasard des rues
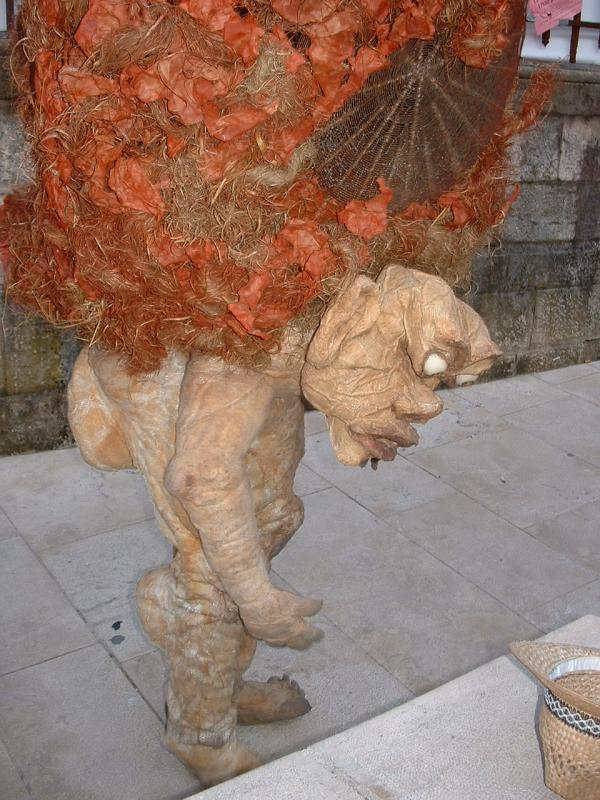
Au hasard des rues
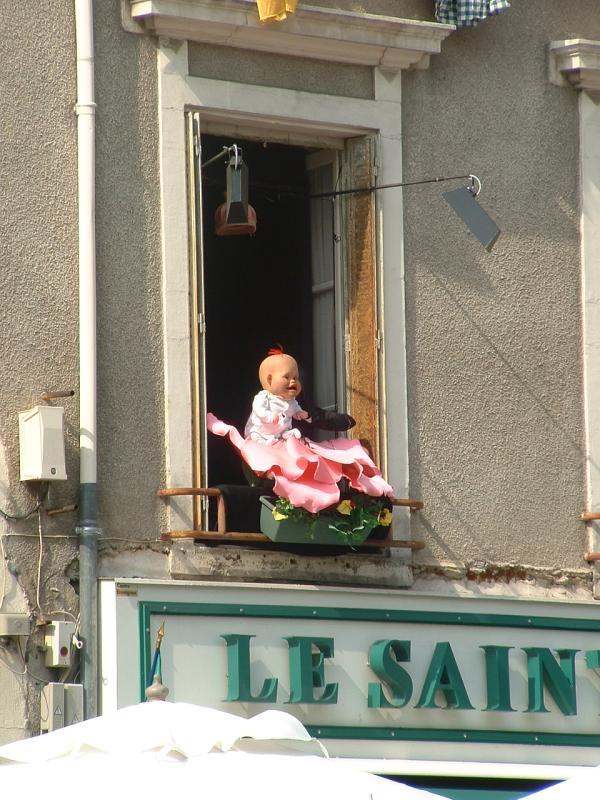
Délit de Façade
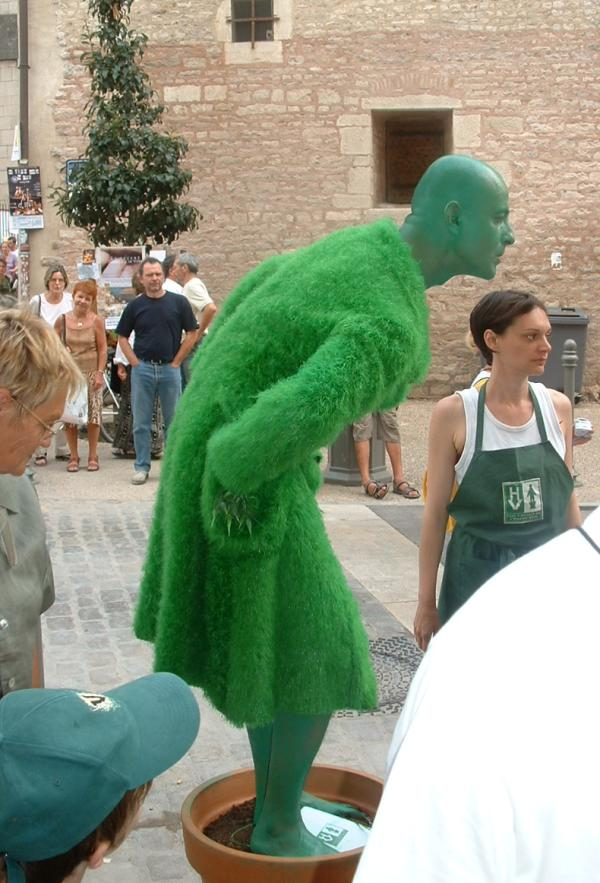
Homovertus leondendron
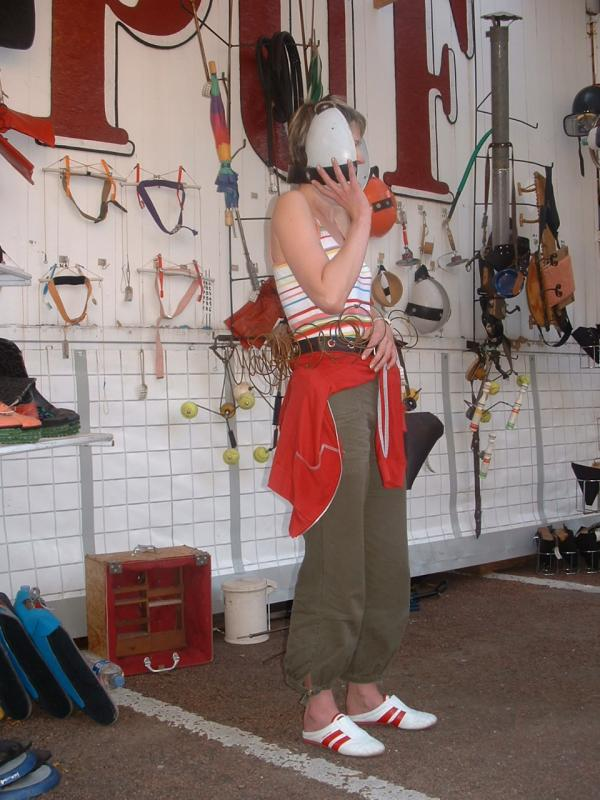
Le stand des Produits utiles aux festivaliers
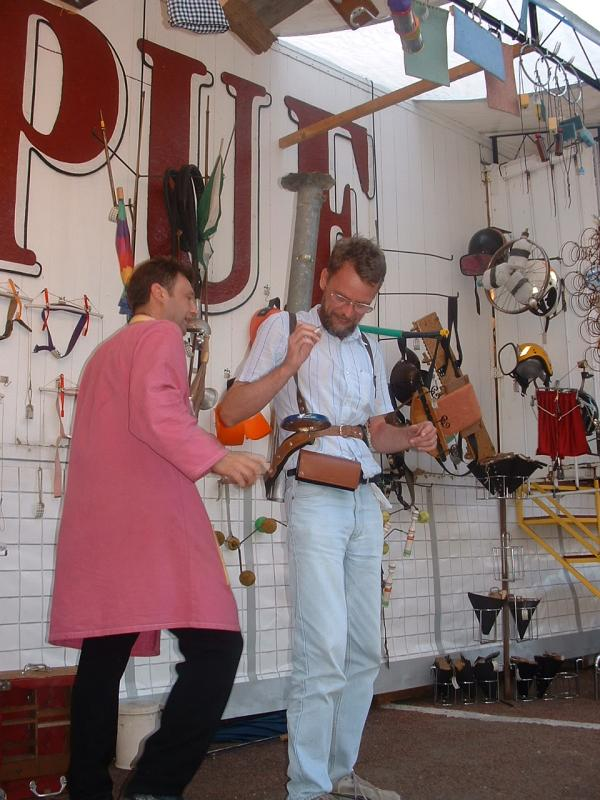
Le stand des Produits utiles aux festivaliers
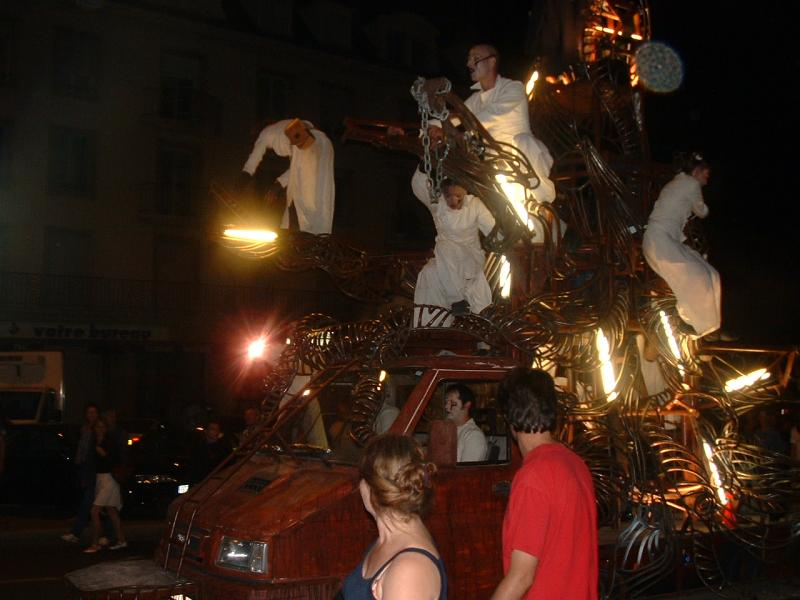
Ambiance nocturne

### Édition 2012, 19-20-21-22 juillet 2012

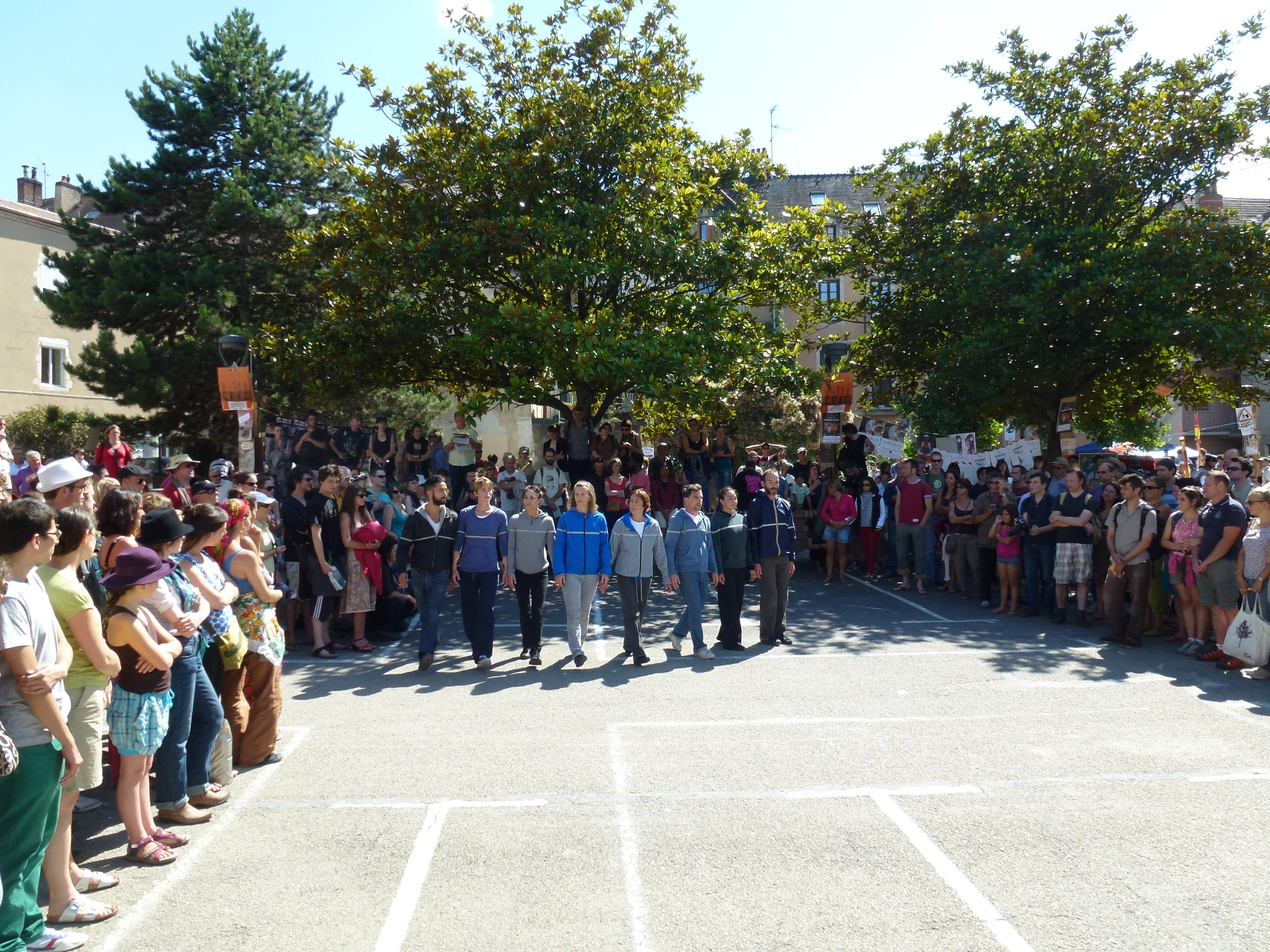
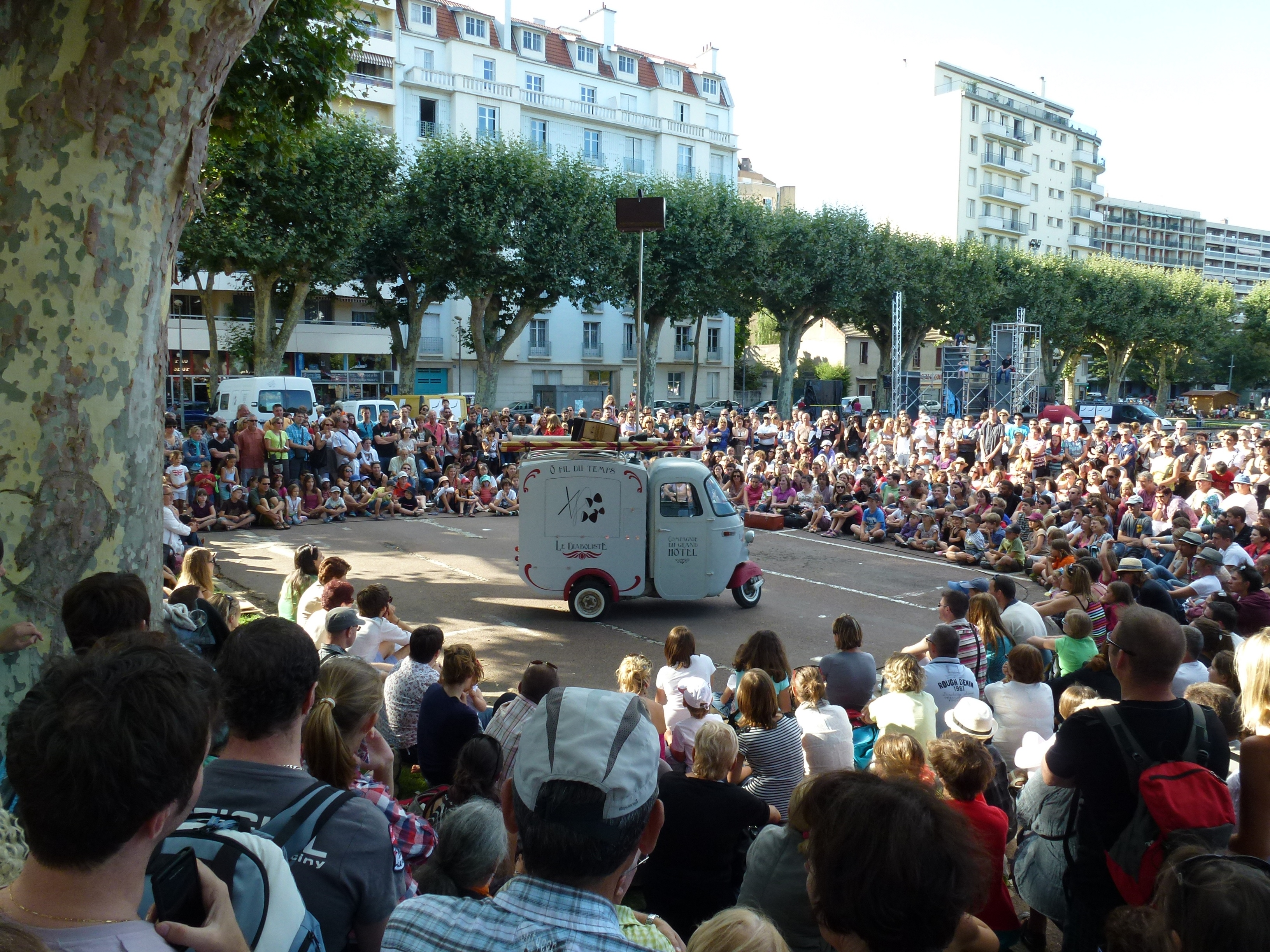
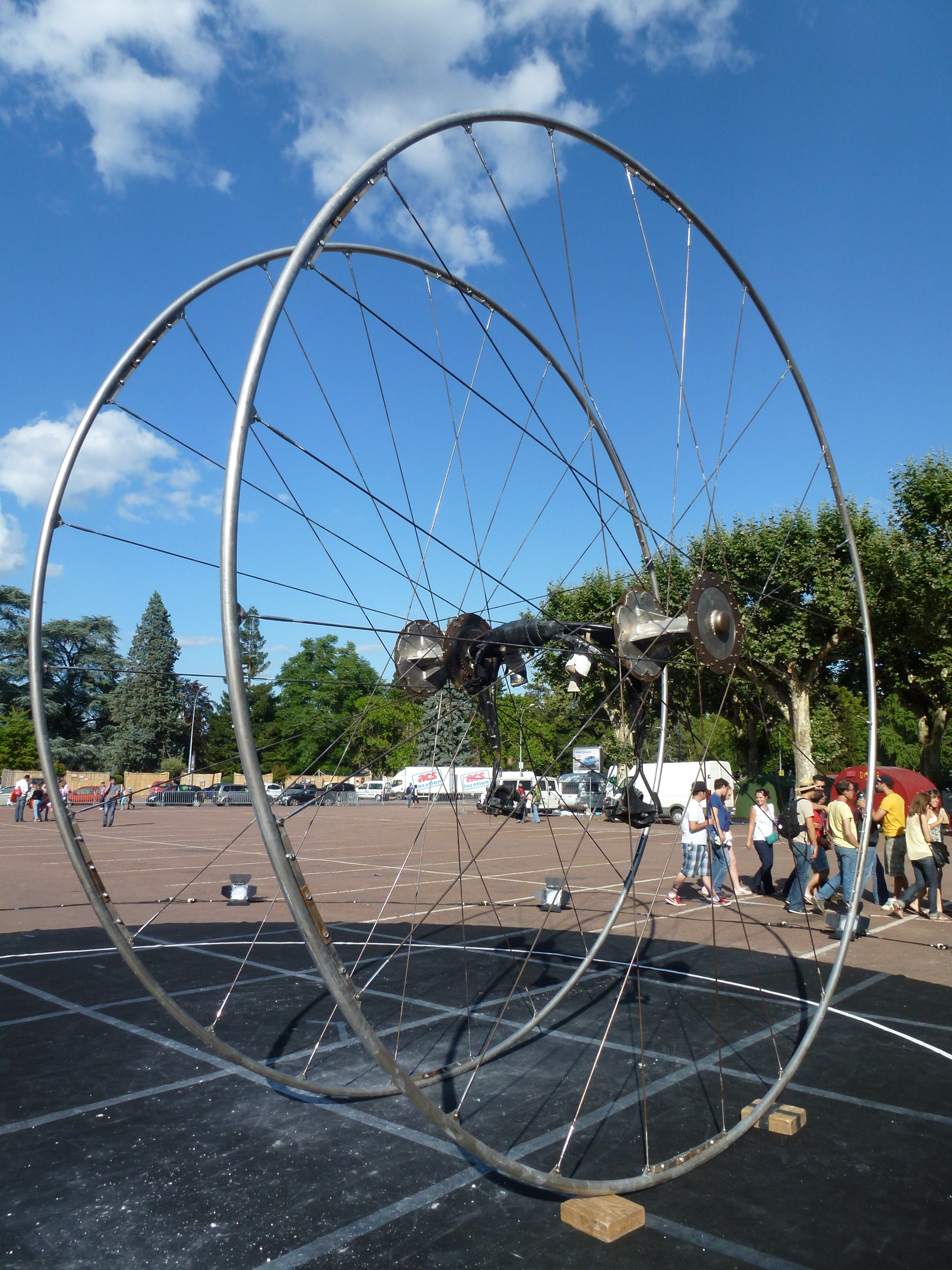
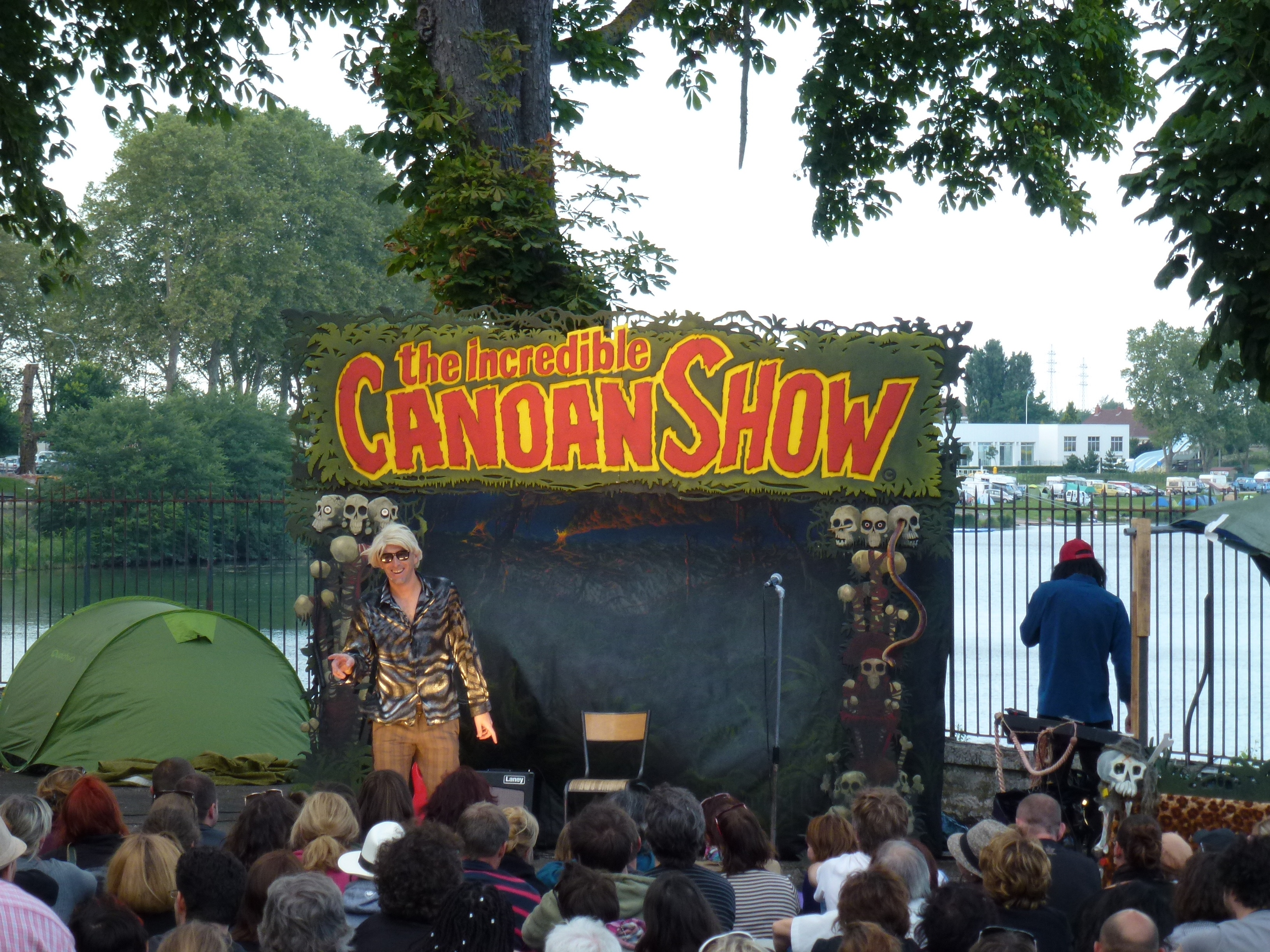